# 巴西同性婚姻

虹色巴西地图

2010年4月27日，巴西最高法院一致裁定，批准同性伴侶認養子女。2011年5月5日，巴西的最高法院以10比0的法官意見、一名法官缺席下裁定同性的同居伴侶關係（stable union）必須得到法律承認。巴西的羅馬天主教徒佔有相當大的人口比例。6月27日，巴西聖保羅州法官第一次裁定兩名男子的同居伴侶關係可轉為婚姻關係。2011年12月6日阿拉戈斯州司法監察總局（Corregedoria Geral da Justiça）發布命令，要求州民政局官員對同性伴侶發放結婚證書，令該州成為巴西第一個承認同性婚姻的州份。2013年5月14日，巴西联邦司法委员会（National Council of Justice）判决，负责核發结婚证书的政府单位无权拒绝同性伴侣登记结婚。这项裁定是5月15日发布，并于2013年5月16日生效。巴西因而成为全世界第15个保障同性婚姻的国家，并且是拉美地区第三个也是最大的一个保障婚姻平等权利的国家。